# William C. Gorgas
William Crawford Gorgas (Mobile, 1854. október 3. – London, 1920. július 3.) amerikai katonaorvos, aki jelentős szerepet játszott a sárgaláz és a malária terjedésének megértésében, leküzdésében.

## Pályafutása
1854-ben Alabamában született Josiah és Amelia Gorgas fiaként. 1885. szeptember 15-én feleségül vette Marie Cook Doughtyt, egy gyermekük született. 1875-ben végzett a Déli Egyetemen (University of the South), majd 1879-ben a Bellevue egészségügyi főiskolán (Bellevue Medical College). 1880-ban a hadsereg sebésze lett.
Miután Texasban túlélt egy sárgalázfertőzést, védett lett a fertőzésre, és gyakran állomásozott olyan helyeken, ahol a kór jellemző volt. 1901-ben havannai fő egészségügyi tisztként végzett kísérleteket. Egy ilyen alkalommal halt meg az önkéntes résztvevő, Clara Maass. A fertőzést terjesztő szúnyogok élőhelyeinek megsemmisítésével sikerült a járványt visszaszorítania.
1904-ben a Panama-csatorna építkezéséhez vezényelték, ahol egy éven belül felszámolta a fertőzést. 1918-ban vezérőrnagyként vonult nyugdíjba, és az amerikai orvostársaság (American Medical Association) elnöke lett. Számos kitüntetést kapott, 1920-ban V. György brit király lovaggá ütötte. Halála után az Arlingtoni Nemzeti Temetőben helyezték örök nyugalomra.